# Список об'єктів Світової спадщини ЮНЕСКО в Туркменістані
У списку об'єктів Світової спадщини ЮНЕСКО в Туркменістані станом на 2015 рік налічується 3 культурні об'єкти.

## Список
У поданій таблиці подано перелік об'єктів Світової спадщини ЮНЕСКО в Туркменістані в порядку їх включення до списку.
| № | Зображення | Назва | Місцеположення                      | Тип        | Час створення    | Час внесення до списку | №                                                  | Критерії |
| - | ---------- | --- | ----------------------------------- | ---------- | ---------------- | ---------------------- | -------------------------------------------------- | -------- |
| 1 |            | Державний історико-культурний парк Стародавній Мерв | Марийський велаят                   | Культурний | ІІ тис. до н. е. | 1999                   | 886 [Архівовано 5 липня 2017 у Wayback Machine.]   | ii, ііі  |
| 2 |            | Стародавнє місто Кенеургенч | Дашогузький велаят                  | Культурний | XI століття      | 2005                   | 1199 [Архівовано 12 липня 2018 у Wayback Machine.] | іі, ііі  |
| 3 |            | Парфянські фортеці Ніси | Ахальський велаят                   | Культурний | III ст. до н. е. | 2007                   | 1242 [Архівовано 5 липня 2017 у Wayback Machine.]  | іі, ііі  |
| 4 |            | Туркменська частка Зеравшан-Каракумського коридору Шовкового шляху Амуль Караван-сарай Мансаф Караван-сарай Конегала Тахмаладж Караван-сарай Акджа Гала Караван-сарай Гизилджа Гала Кушмейхан | Лебапський велаят Марийський велаят | Культурний | I—XII            | 2023                   | 1675                                               | іі, ііі  |